# Hunt Communities USTA Women's Pro Tennis Classic 2011
L'Hunt Communities USTA Women's Pro Tennis Classic 2011 è stato un torneo professionistico di tennis femminile giocato sul cemento. È stata l'8ª edizione del torneo, che fa parte dell'ITF Women's Circuit nell'ambito dell'ITF Women's Circuit 2011. Si è giocato a El Paso negli USA dal 6 al 12 giugno 2011.

## Partecipanti

### Teste di serie
| Nazionalità | Giocatrice                   | Ranking* | Testa di serie |
| ----------- | ---------------------------- | -------- | -------------- |
| Stati Uniti | Beatrice Capra               | 242      | 1              |
| Stati Uniti | Ashley Weinhold              | 250      | 2              |
| Slovenia    | Petra Rampre                 | 280      | 3              |
| Bolivia     | María Fernanda Álvarez Terán | 288      | 4              |
| Stati Uniti | Krista Hardebeck             | 341      | 5              |
| Stati Uniti | Chichi Scholl                | 347      | 6              |
| Stati Uniti | Amanda Fink                  | 376      | 7              |
| Belgio      | Tamaryn Hendler              | 378      | 8              |

- Ranking al 23 maggio 2011.

### Altre partecipanti
Giocatrici che hanno ricevuto una wild card:
- Brooke Austin
- Samantha Crawford
- Storm Sanders
- Martina Trierweiler

Giocatrici che sono passate dalle qualificazioni:
- Marina Giral Lores
- Ester Goldfeld
- Anne-Liz Jeukeng
- Natalie Pluskota
- Anastasia Putilina
- Ellen Tsay
- Xi Li
- Zhao Di

## Campionesse

### Singolare
Chichi Scholl ha battuto in finale  Petra Rampre con il punteggio di 7–5, 7–5

### Doppio
Chichi Scholl /  Al'ona Sotnikova hanno battuto in finale  Amanda Fink /  Yasmin Schnack con il punteggio di 7–5, 4–6, [10–8]